# Richard Gere
Richard Tiffany Gere (n. 31 august 1949, Pennsylvania, SUA) este un actor american care trăiește în New York.

## Cariera
A început sa joace în anii 1970, și a urcat pe treptele succesului în 1980 pentru rolul său din filmul American Gigolo, care l-a stabilit ca un om de frunte și sex-simbol. El a continuat să stea în frunte cu rolurile sale din An Officer and a Gentleman, Pretty Woman, Primal Fear și Chicago, pentru care a câștigat un Glob de Aur ca cel mai bun actor, precum și un Screen Actors Guild Award, ca parte a Celei mai bune distribuții.
Gere a lucrat profesional prima oară la Playhouse Provincetown la Cape Cod, în 1971, unde a jucat în Rosencrantz și Guildenstern Are Dead. Primul său rol major a fost în versiunea originală London, varianta de scenă a lui Grease, în 1973. A început să apară în filme la Hollywood, în mijlocul anilor 1970, jucând în thrillerul Looking For Mr. Goodbar (1977) și rolul principal în Days of Heaven. În 1980, Gere a apărut în producția de pe Broadway Bent.
După 1982, cariera lui Gere a avut parte de mai multe eșecuri box office. Cariera sa a reînviat după eliberarea filmelor Internal Affairs și Pretty Woman în anul 1990. Statutul său de om de succes a fost recâștigat jucând în mai multe filme de succes pe parcursul anilor 1990, inclusiv Sommersby (1993), Primal Fear (1996), și Runaway Bride (1999), în care s-a reunit cu actrița alături de care a jucat în Pretty Woman - Julia Roberts.
Revista People l-a numit "Cel mai sexy bărbat în viață", în 1999. În 2002, el a avut trei apariții majore: thriller-horror Mothman Prophecies, drama Unfaithful, și Chicago (versiunea care a câștigat Premiul Oscar) pentru care a câștigat un Glob de Aur ca "Cel mai bun actor - Comedie sau muzical ". Filmul lui Gere din 2004, Shall We Dance, a reprezentat un succes în încasări de 170 milioane dolari în întreaga lume deși filmul lui următor, Bee Season din 2005, a fost un eșec comercial.
Gere a fost declarat "Omul Anului" de către Harvard University's Hasty Pudding Theatricals'in anul 2006.
În 2007, el a jucat alături de Jesse Eisenberg și Terrence Howard, în Hunting Party, un thriller comic, în care el a jucat un jurnalist în Bosnia. În același an el a jucat alături de Christian Bale, Heath Ledger, și Cate Blanchett, în semi-biograficul film a lui Todd Haynes "-film biografic despre Bob Dylan, I'm Not There.
Cel mai recent, Gere a jucat alături de Diane Lane, în drama romantică Nights in Rodanthe, lansat în 2008. În anul 2009 apare în filmele: Amelia, Hachiko: A Dog's Story, Brooklyn's Finest.

## Filmografie

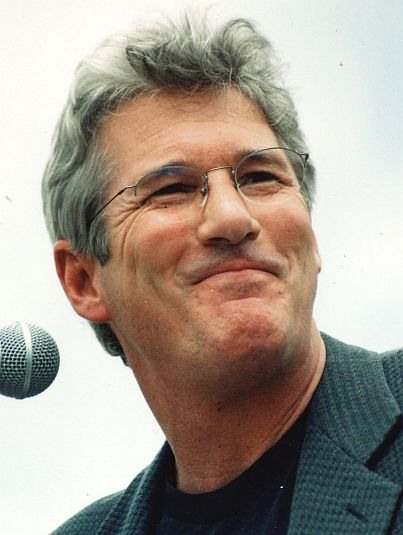
Richard Gere în 2000

| An   | Titlu                            | Rol                          | Note            |
| ---- | -------------------------------- | ---------------------------- | --------------- |
| 1975 | Report to the Commissioner       | Billy                        |                 |
| 1976 | Baby Blue Marine                 | Raider                       |                 |
| 1977 | Looking for Mr. Goodbar          | Tony Lo Porto                |                 |
| 1978 | Bloodbrothers                    | Thomas Stony De Coco         |                 |
| 1978 | Days of Heaven                   | Bill                         |                 |
| 1979 | Yankeii                          | Matt Dyson                   |                 |
| 1980 | American Gigolo                  | Julian Kaye                  |                 |
| 1982 | Ofițer și gentleman              | Zack Mayo                    |                 |
| 1983 | The Honorary Consul              | Dr. Eduardo Plarr            |                 |
| 1983 | Breathless                       | Jesse Lujack                 |                 |
| 1984 | The Cotton Club                  | Dixie Dwyer                  |                 |
| 1985 | King David                       | David                        |                 |
| 1986 | No Mercy                         | Eddie Jillette               |                 |
| 1986 | Power                            | Pete St. John                |                 |
| 1988 | Miles from Home                  | Frank Roberts, Jr.           |                 |
| 1990 | Internal Affairs                 | Dennis Peck                  |                 |
| 1990 | Frumușica (film)                 | Edward Lewis                 |                 |
| 1991 | Rhapsody in August               | Clark                        |                 |
| 1992 | Analiza finală                   | Dr. Isaac Barr               |                 |
| 1993 | Mr. Jones                        | Mr. Jones                    |                 |
| 1993 | Sommersby                        | John Robert 'Jack' Sommersby |                 |
| 1993 | And the Band Played On           | The Choreographer            |                 |
| 1994 | Intersection                     | Vincent Eastman              |                 |
| 1995 | First Knight                     | Lancelot                     |                 |
| 1996 | Primal Fear                      | Martin Vail                  |                 |
| 1997 | The Jackal                       | Declan Joseph Mulqueen       |                 |
| 1997 | Temnița roșie                    | Jack Moore                   |                 |
| 1999 | Runaway Bride                    | Ike Graham                   |                 |
| 2000 | Dr. T & the Women                | Dr. T                        |                 |
| 2000 | Autumn in New York               | Will Keane                   |                 |
| 2002 | The Mothman Prophecies           | John Klein                   |                 |
| 2002 | Infidelitate                     | Edward Sumner                |                 |
| 2002 | Chicago                          | Billy Flynn                  |                 |
| 2004 | Shall We Dance?                  | John Clark                   |                 |
| 2005 | Bee Season                       | Saul Naumann                 |                 |
| 2007 | The Hoax                         | Clifford Irving              |                 |
| 2007 | The Hunting Party                | Simon                        |                 |
| 2007 | I'm Not There                    | Bob Dylan as Billy The Kid   |                 |
| 2007 | The Flock                        | Agent Erroll Babbage         |                 |
| 2008 | Nights in Rodanthe               | Dr. Paul Flanner             |                 |
| 2009 | Amelia                           | George Putnam                |                 |
| 2009 | Hachiko: A Dog's Story           | Parker Wilson                |                 |
| 2010 | Brooklyn's Finest                | Eddie Dugan                  |                 |
| 2011 | The Double                       | Paul Shepherdson             |                 |
| 2012 | Arbitrage                        | Robert Miller                |                 |
| 2013 | Movie 43                         | Boss                         | Segment "iBabe" |
| 2014 | The Best Exotic Marigold Hotel 2 | Guy                          | Filmare         |

## Premii și nominalizări
| An   | Film                   | Premiu                                                                                  | Rezultat     |
| ---- | ---------------------- | --------------------------------------------------------------------------------------- | ------------ |
| 1978 | Days of Heaven         | David di Donatello Award for Best Foreign Actor                                         | Câștigat     |
| 1982 | Ofițer și gentleman    | Golden Globe Award for Best Actor – Motion Picture Drama                                | Nominalizare |
| 1990 | Frumușica              | Golden Globe Award for Best Actor – Motion Picture Musical or Comedy                    | Nominalizare |
| 1993 | And the Band Played On | Primetime Emmy Award for Outstanding Supporting Actor in a Miniseries or a Movie        | Nominalizare |
| 1997 | Temnița roșie          | National Board of Review Freedom of Expression Award                                    | Câștigat     |
| 2000 | Dr. T & the Women      | Satellite Award for Best Supporting Actor – Motion Picture                              | Nominalizare |
| 2002 | Chicago                | Broadcast Film Critics Association Award for Best Cast                                  | Câștigat     |
| 2002 | Chicago                | Golden Globe Award for Best Actor – Motion Picture Musical or Comedy                    | Câștigat     |
| 2002 | Chicago                | Screen Actors Guild Award for Outstanding Performance by a Cast in a Motion Picture     | Câștigat     |
| 2002 | Chicago                | Phoenix Film Critics Society Award for Best Cast                                        | Nominalizare |
| 2002 | Chicago                | Screen Actors Guild Award for Outstanding Performance by a Male Actor in a Leading Role | Nominalizare |
| 2007 | The Hoax               | Satellite Award for Best Actor – Motion Picture                                         | Nominalizare |
| 2007 | I'm Not There          | Independent Spirit Robert Altman Award                                                  | Câștigat     |
| 2012 | Arbitrage              | Golden Globe Award for Best Actor – Motion Picture Drama                                | Nominalizare |